# Dbase
A dBase vagy dBASE volt az egyik első adatbázis-kezelő rendszer mikroszámítógépekre, valószínűleg napjainkig a legsikeresebb. 
A programcsomag első kiadása 1979-ben látott napvilágot, az aktuális verzió a dBase PLUS 12 2018-as kiadása.
A dBase tartalmazza az alap adatbázismotort, a lekérdezési alrendszert és egy űrlapkezelőt, valamint a programozási nyelvet, amely mindezt egybefogja. A dBase fájlformátuma a .dbf, amit széleskörűen használnak olyan alkalmazások, amelyek egyszerűen tárolnak strukturált adatokat.
A dBase-t eredetileg az Ashton-Tate publikálta CP/M operációs rendszerre 1980-ban, amit később portolt Apple II-re és IBM PC-re. A PC-ken a dBase volt a legjobban fogyó program éveken keresztül. Az első jelentős fejlesztés a dBase III volt, amely megjelent UNIX és VMS platformra is. Az 1980-as években a WordPerfect és a Lotus Development mellett az Ashton-Tate benne volt a három legnagyobb szoftvergyártó között.